# Mors arabe
Le mors arabe, ou mors turc, est un mors de bride pour les chevaux, à l'action sévère. Il est utilisé dans les pays de l'empire ottoman, et notamment en Afrique du Nord au XIXe siècle. Son origine remonterait au XIIIe siècle.

## Histoire
D'après Éphrem Houël, ce mors est appelé « mors arabe » dans les sources en français, mais les Algériens du XIXe siècle l'appellent « mors turc », et en attribuent donc l'invention aux Turcs,. Il serait aussi appelé « mors de chasse ».
Sa conception daterait du XIIIe siècle. Il a été quelquefois utilisé en France au XVIe siècle et au XVIIe siècle. Plus tard, son usage est propre aux provinces conquises par les Turcs. Au milieu du XIXe siècle, sa sévérité rend son usage controversé parmi les Algériens,.

## Description

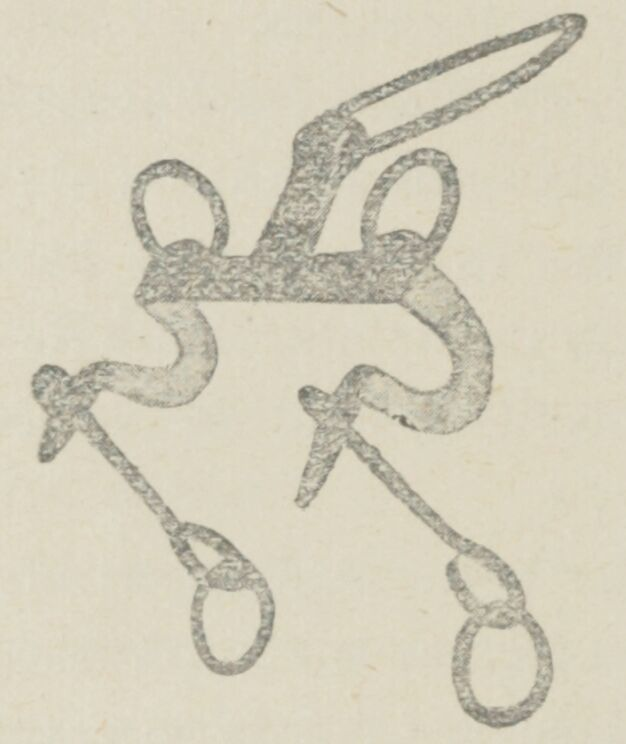
Mors arabe civil, à canon plat.

C'est un mors de bride, le mors de filet ne faisant pas partie du harnachement arabe traditionnel.
Le commandant de cavalerie français Jean Licart distingue un mors arabe civil et un mors arabe militaire, qui est aussi le mors réglementaire des régiments de spahis.
Ce mors dispose d'un anneau ovulaire, qui remplace les fonctions de la gourmette des mors de bride européens. Cet anneau est fixé à la partie supérieure de cette embouchure, et une fois posée, il enveloppe la mâchoire inférieure de l'animal. Son diamètre est sensiblement égal à la largeur de l'embouchure. La partie postérieure de l'anneau, élargie et aplatie, porte sur la barbe du cheval. La partie opposée est arrondie et amincie.
Le mors arabe n'offre pas de liberté de langue.
Ses branches sont courtes et larges ; elles ne se prolongent pas au-dessus du canon du mors. Le canon peut être plat (pour le mors civil) ou arrondi, pour le mors militaire.
En général, ce mors est solidaire de la bride sur laquelle il est monté, et ne se nettoie pas. Le mors est réuni aux montants de la bride par des anneaux adaptés à l'embouchure.

## Sévérité
L'action du mors arabe est réputée sévère. Cette sévérité est notamment due à la taille de l'anneau entourant la mâchoire inférieure. Eugène Daumas note que ses branches sont plus courtes que celles des mors français, ce qui en rend probablement l'action moins sévère. Au contraire, Jean Licart compare ce mors à un « instrument de torture », et décrit longuement ce qu'il nomme « la honte du mors arabe ».
L'usage de ce mors avec une main dure provoque des saignements chez le cheval qui le porte.